# Kehrum

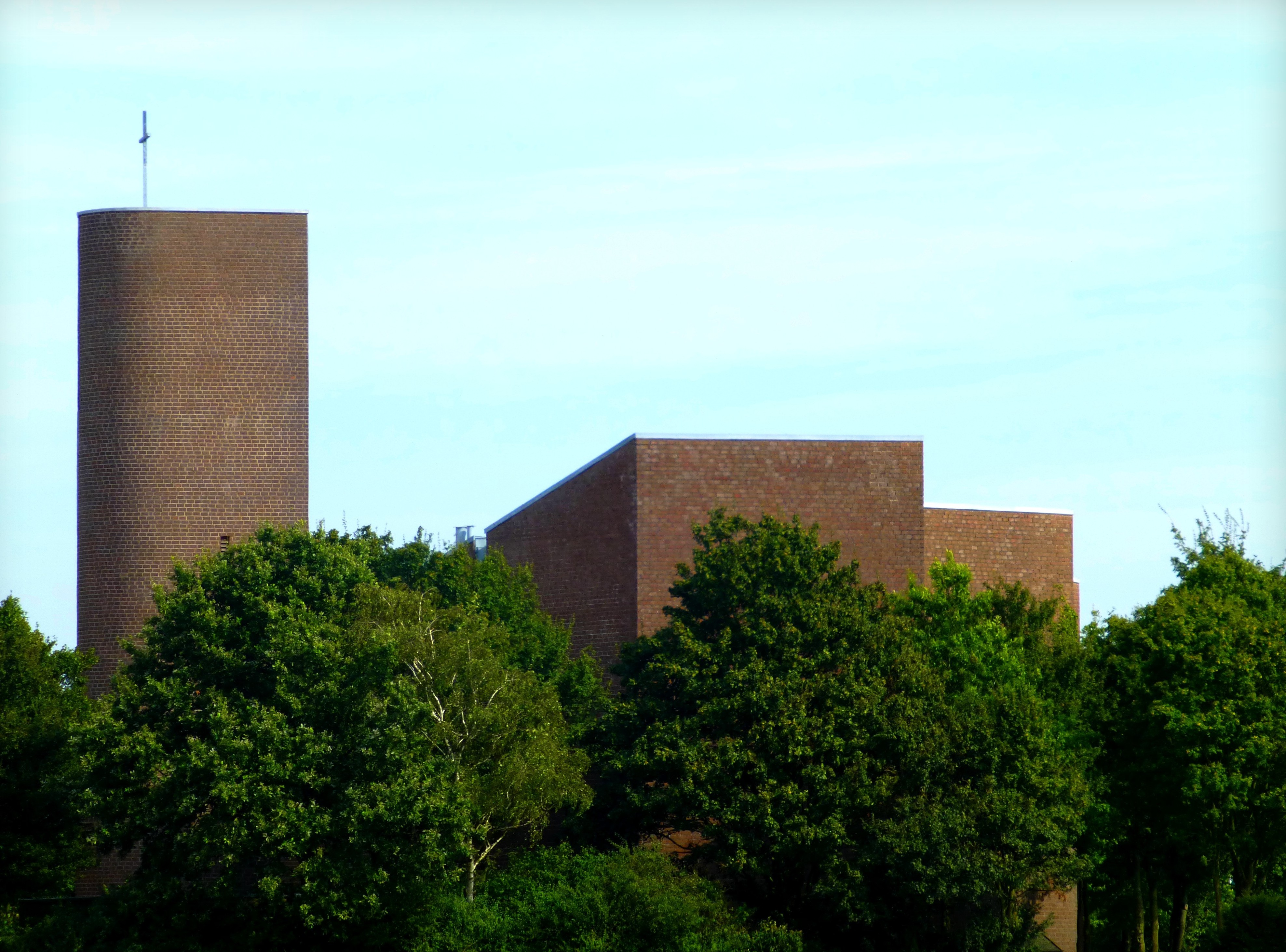
St. Hubertuskirche von 1968

Kehrum ist ein Ortsteil der Stadt Kalkar am linken unteren Niederrhein. Es liegt im Süden des Gebietes der Stadt Kalkar am Rande des Niederrheinischen Höhenzuges. Dezember 2018 hatte es 482 Einwohner.
Sein Industrie- und Gewerbepark an der Bundesstraße 57 (Moers/Kleve) ist durch die Bundesstraße 67 an die rechtsrheinische Autobahn A3 bei Rees angebunden. Um auch eine direkte Verbindung an die linksrheinische Autobahn A57 zu schaffen, fordert die Stadt Kalkar einen Weiterbau der Bundesstraße 67 nach Westen zur Autobahnauffahrt Uedem.
Die St. Hubertuskirche wurde 1968 eingeweiht und gehört heute zur Pfarrei Heilig Geist in Kalkar.

## Bildergalerie

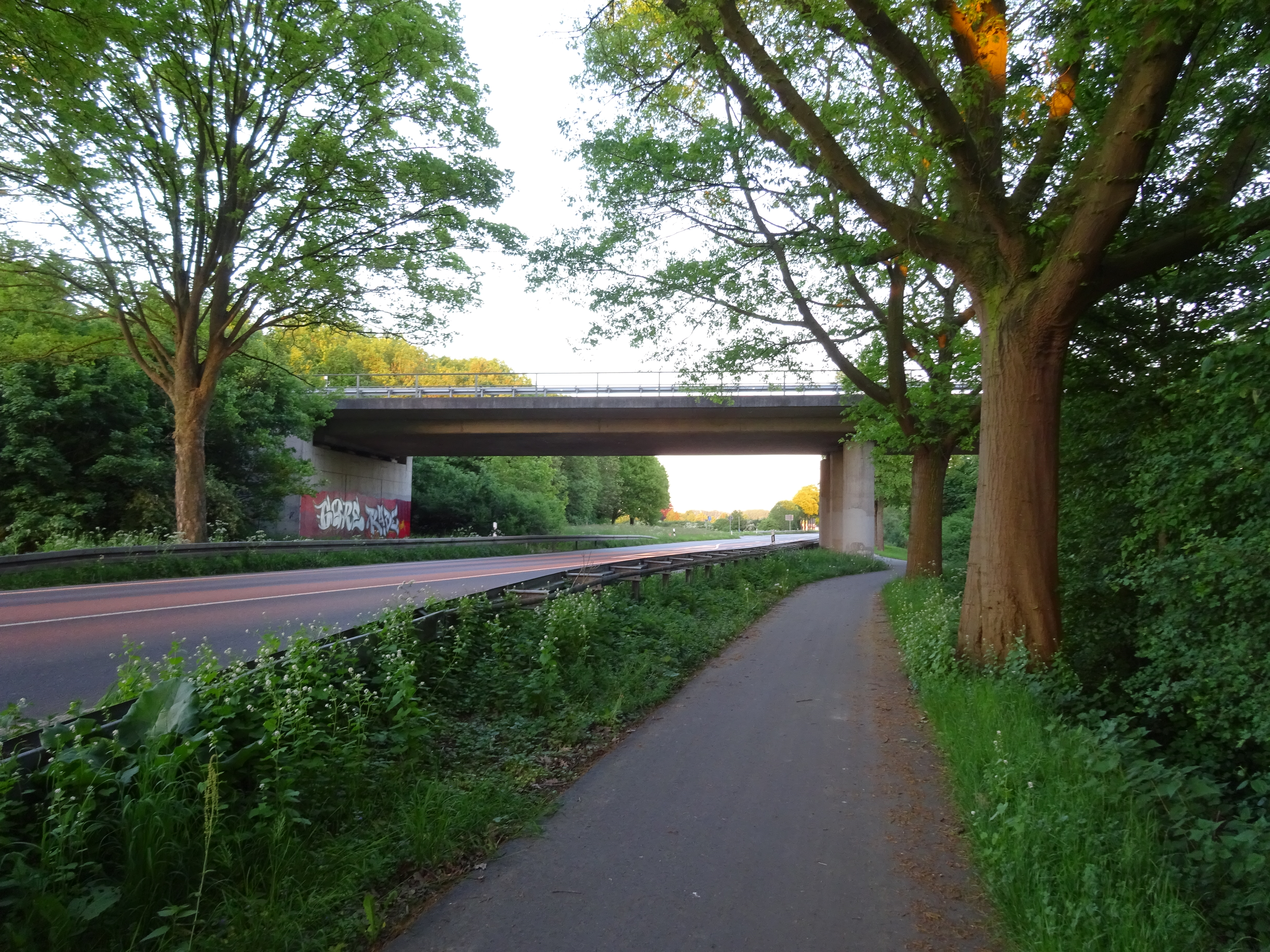
Überführung B67 an der Xantener Straße (B57)
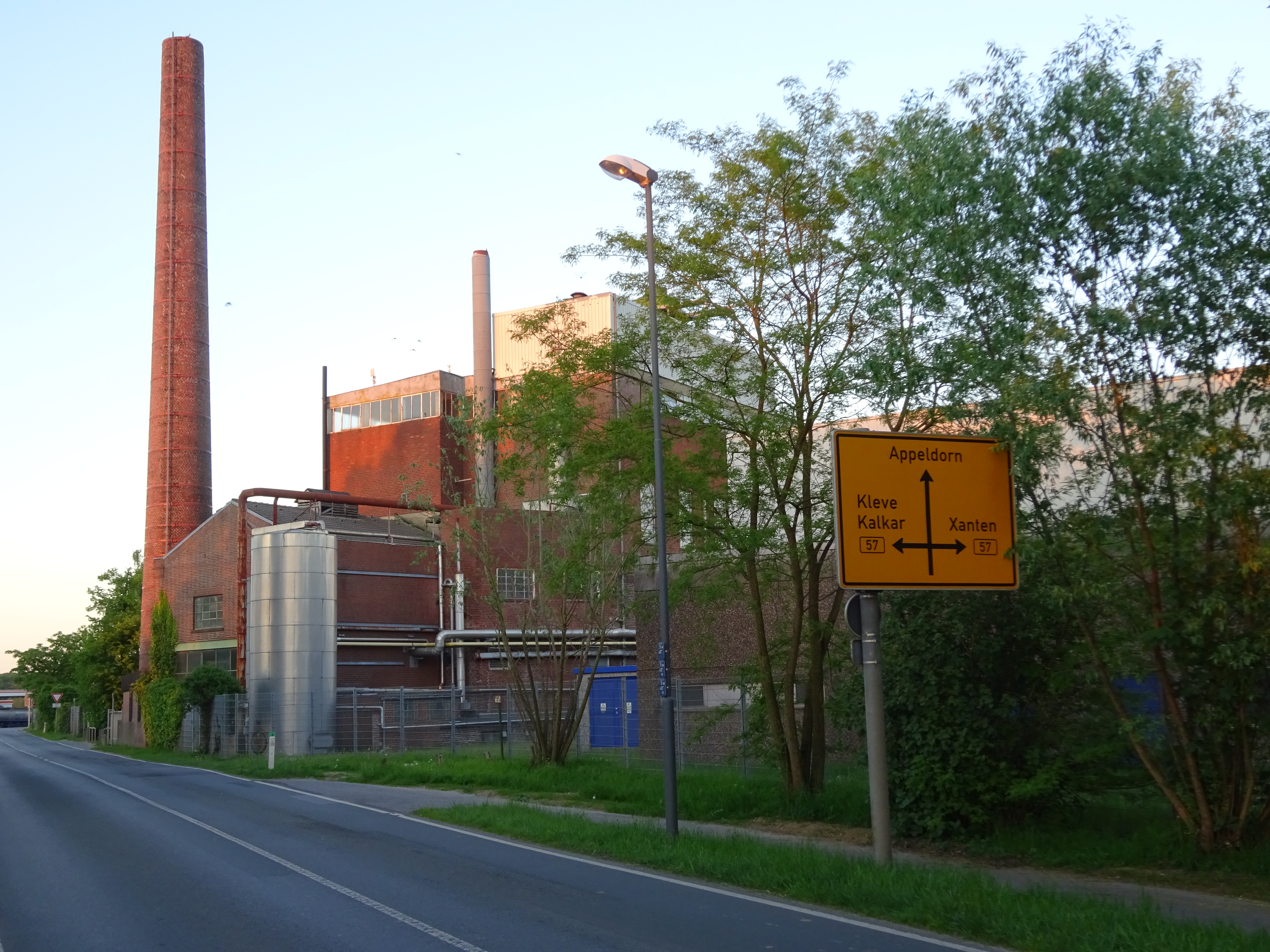
Ehemalige Molkerei
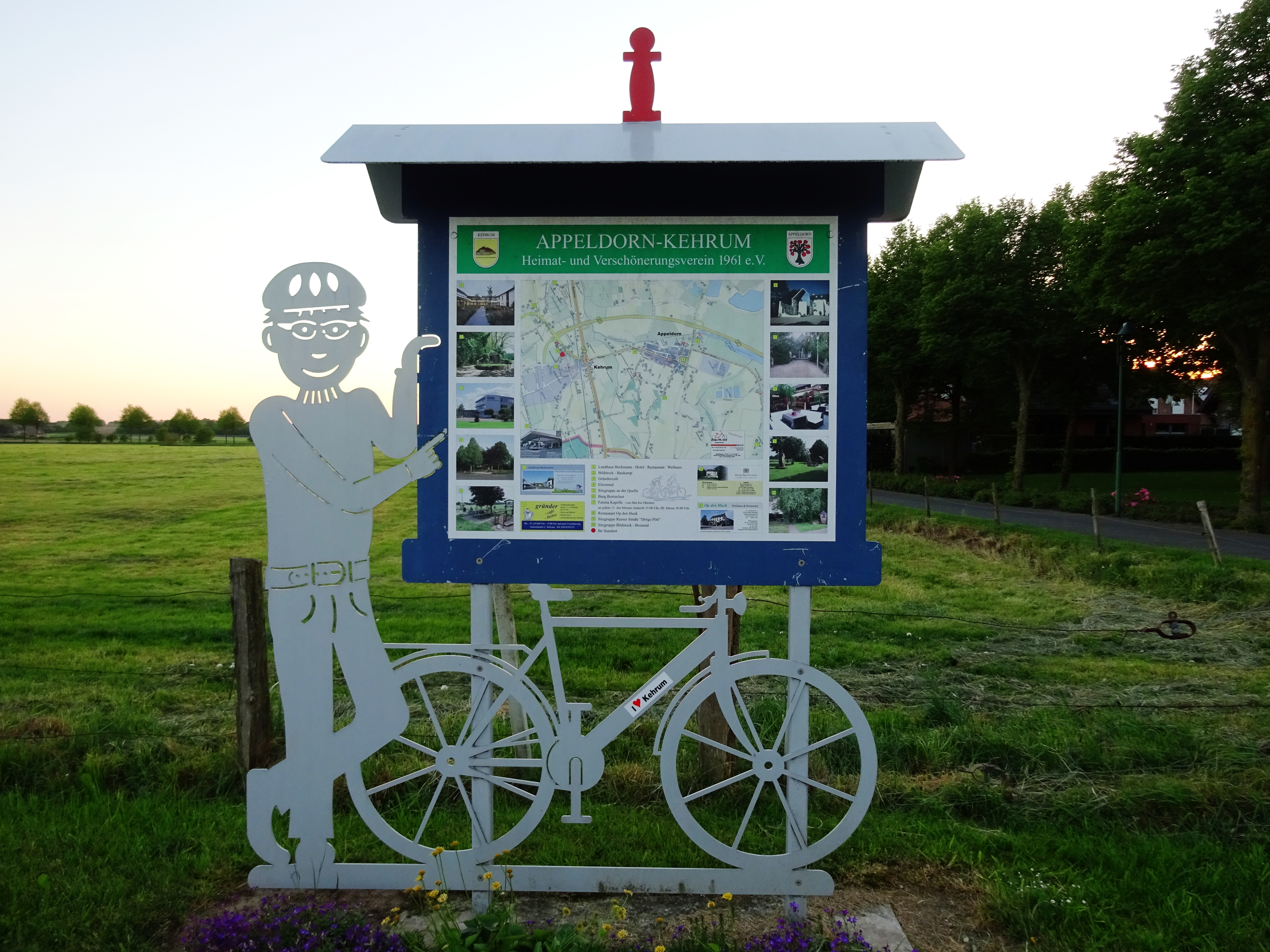
Fahrradkarte Umgebung Kehrum
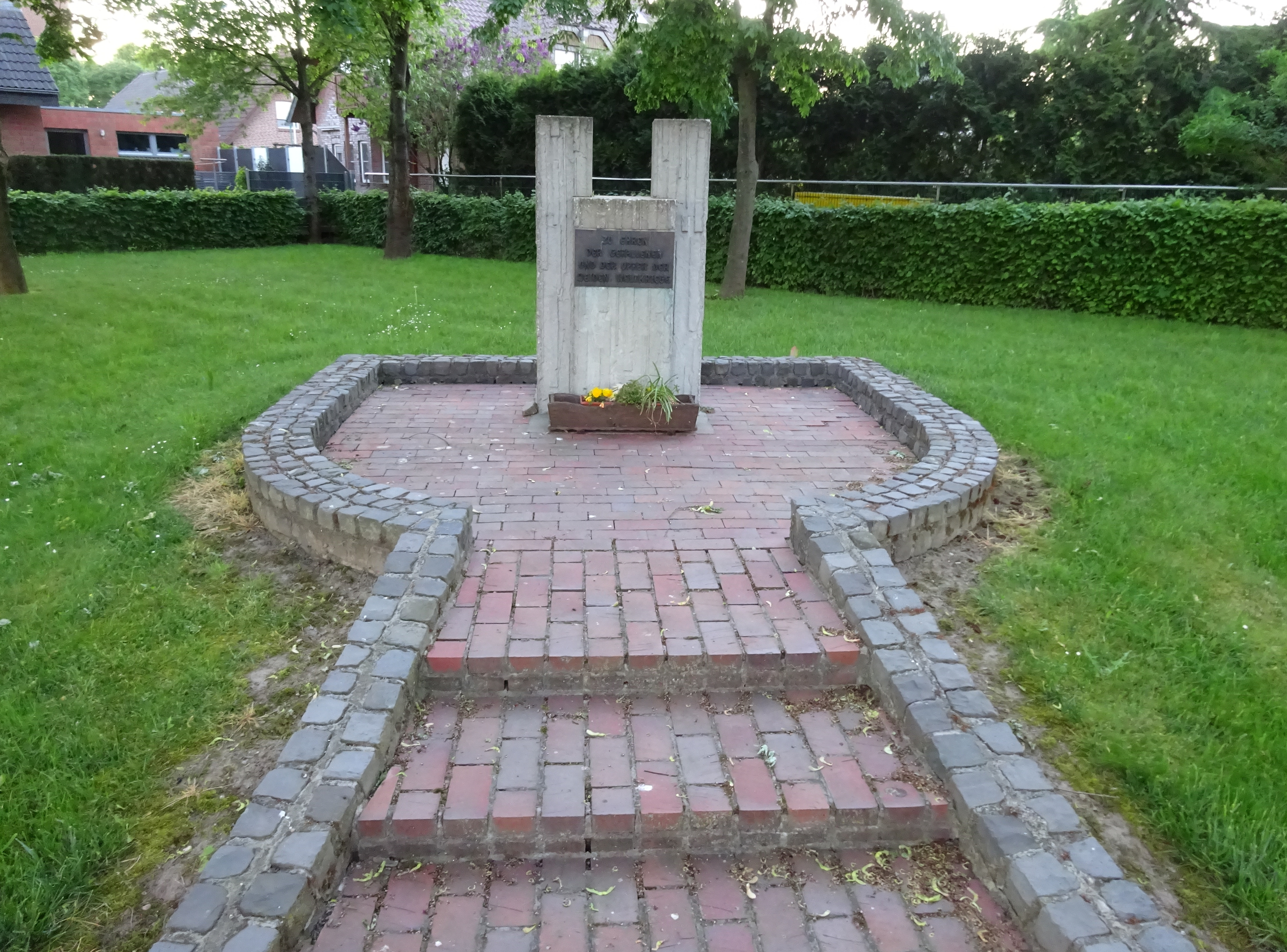
Gefallenendenkmal